# Arctosa poecila
Arctosa poecila este o specie de păianjeni din genul Arctosa, familia Lycosidae, descrisă de Caporiacco, 1939.
Este endemică în Etiopia. Conform Catalogue of Life specia Arctosa poecila nu are subspecii cunoscute.